# Tamás Decsi
Tamás Decsi (* 15. Oktober 1982 in Kazincbarcika) ist ein ungarischer Säbelfechter.

## Erfolge
Tamás Decsi gab 2002 bei den Europameisterschaften in Moskau sein internationales Debüt und gewann mit der Mannschaft sogleich die Bronzemedaille. Weitere Medaillengewinne bei Europameisterschaften folgten mit der Mannschaft 2006 in Izmir und 2019 in Düsseldorf jeweils mit Silber sowie 2015 in Montreux und 2017 in Tiflis mit Bronze. 2018 in Novi Sad und 2022 in Antalya wurde Decsi mit der Mannschaft Europameister. Ähnlich erfolgreich war Desci mit der Mannschaft auch bei Weltmeisterschaften. 2007 gelang ihm in Sankt Petersburg mit ihr der Titelgewinn, darüber hinaus wurde er mit ihr 2016 in Rio de Janeiro, 2017 in Leipzig, 2019 in Budapest und 2022 in Kairo Vizeweltmeister. 2009 in Antalya, 2014 in Kasan und 2018 in Wuxi belegte Decsi in der Mannschaftskonkurrenz jeweils den dritten Platz. Seine einzige internationale Medaille in einer Einzelkonkurrenz gewann er ebenfalls 2009, als er sich die Bronzemedaille sicherte.
Sein Olympiadebüt gab Decsi 2008 in Athen. In der Einzelkonkurrenz schied er gleich in der ersten Runde nach einer Niederlage gegen seinen Landsmann Áron Szilágyi aus. Neben Szilágyi belegte er in der Mannschaftskonkurrenz Rang sieben. Die zweite Teilnahme erfolgte erst 2016 in Rio de Janeiro, wo mit dem Säbel lediglich ein Einzelwettbewerb stattfand. In diesem verlor er erneut seine Auftaktrunde, diesmal gegen den Russen Nikolai Kowaljow. Bei den 2021 ausgetragenen Olympischen Spielen 2020 in Tokio ging Decsi wiederum in zwei Wettbewerben an den Start. Im Einzelwettbewerb schied er gegen Max Hartung mit 8:15 einmal mehr zum Auftakt aus. In der Mannschaftskonkurrenz bildete Decsi mit Áron Szilágyi, András Szatmári und Csanád Gémesi ein Team. Nach einem 45:36-Erfolg gegen die US-amerikanische Équipe und einer 43:45-Niederlage gegen Italien trafen die Ungarn im Duell um den dritten Platz auf die deutsche Mannschaft. Mit 45:40 setzten sie sich durch und erhielten damit die Bronzemedaille.
Für seinen Medaillengewinn bei den Olympischen Spielen wurde ihm 2021 das Verdienstkreuz in Gold des Ungarischen Verdienstordens verliehen.